# Norme de vision directe
 (mars 2021).
La mise en forme du texte ne suit pas les recommandations de Wikipédia : il faut le « wikifier ».
Les points d'amélioration suivants sont les cas les plus fréquents :
- Les titres sont pré-formatés par le logiciel. Ils ne sont ni en capitales, ni en gras.
- Le texte ne doit pas être écrit en capitales (les noms de famille non plus), ni en gras, ni en italique, ni en « petit »…
- Le gras n'est utilisé que pour surligner le titre de l'article dans l'introduction, une seule fois.
- L'italique est rarement utilisé : mots en langue étrangère, titres d'œuvres, noms de bateaux, etc.
- Les citations ne sont pas en italique mais en corps de texte normal. Elles sont entourées par des guillemets français : « et ».
- Les listes à puces sont à éviter, des paragraphes rédigés étant largement préférés. Les tableaux sont à réserver à la présentation de données structurées (résultats, etc.).
- Les appels de note de bas de page (petits chiffres en exposant, introduits par l'outil «  Source ») sont à placer entre la fin de phrase et le point final[comme ça].
- Les liens internes (vers d'autres articles de Wikipédia) sont à choisir avec parcimonie. Créez des liens vers des articles approfondissant le sujet. Les termes génériques sans rapport avec le sujet sont à éviter, ainsi que les répétitions de liens vers un même terme.
- Les liens externes sont à placer uniquement dans une section « Liens externes », à la fin de l'article. Ces liens sont à choisir avec parcimonie suivant les règles définies. Si un lien sert de source à l'article, son insertion dans le texte est à faire par les notes de bas de page.
- La présentation des références doit suivre les conventions bibliographiques. Il est recommandé d'utiliser les modèles {{Ouvrage}}, {{Chapitre}}, {{Article}}, {{Lien web}} et/ou {{Bibliographie}}. Le mode d'édition visuel peut mettre en forme automatiquement les références.
- Insérer une infobox (cadre d'informations à droite) n'est pas obligatoire pour parachever la mise en page.

Pour une aide détaillée, merci de consulter Aide:Wikification.
Si vous pensez que ces points ont été résolus, vous pouvez retirer ce bandeau et améliorer la mise en forme d'un autre article.
La norme de vision directe  (Direct Vision Standard en anglais) est une mesure quantitative de ce que peut voir un conducteur de poids-lourd depuis sa cabine directement (c'est-à-dire sans recourir à un miroir où à des caméras vidéos). Depuis le premier mars 2021, Transport for London exige de tous les poids-lourds de plus de 12 tonnes entrant dans Londres d'avoir au moins une notation d'au moins une étoile et à partir de 2024 d'au moins trois étoiles.
Pour obtenir une étoile un conducteur devra pouvoir voir la tête et les épaule de quelqu'un à une distance acceptable/définie. Pour une notation d'une étoile, cette distance est de 4.5 mètres latéralement et de deux mètres frontalement. Le schéma d'autorisation serait en vigueur 24 heures sur 24 et sept jours sur sept. Les autorisations seront disponibles sans frais. Des amendes de 550 livres sterling seront disponibles pour tout véhicule entrant dans Londres sans autorisation. Pour les conducteurs, ces amendes seront de 130 livres sterling,.
Les poids-lourds représentent 2% du trafic mais sont impliqués dans 14% de la mortalité routière.
Certaines sociétés de hallage regrettent que la nouvelle norme place une charge sur leur société pour contacter le constructeur pour obtenir leur notation de sureté. Quoi qu'il en soit, Christina Calderato considère que le nombre disproportionné de poids-lourds impliqués dans des collisions tueuses avec des piétons et des cyclistes est disproportionné une véritable tragédie. C'est pour cette raison que les parties-prenantes ont élaboré la norme de vision directe et le schéma d'autorisation normé pour la sureté des poids-lourds, dans le but de sauver — ou d'épargner — beaucoup de  vies dans le futur.
Cette amélioration de la vision directe des camions est attendue par lemap.
Cette amélioration de la vision directe des camions est également attendue par des villes comme Berlin, Copenhague, Lisbonne, Londres, Malmö, Osnabrück, Paris, Région de Stockholm, Valencia, et un réseau de villes cyclables suédoises.

## Règlementation internationale
Plusieurs nations se sont entendues sur le Règlement no (no) 167 - Prescriptions uniformes relatives à l’homologation des véhicules à moteur en ce qui concerne la vision directe dans le cadre du Forum mondial pour l'harmonisation des réglementations sur les véhicules.